# Löhne
Löhne [ˈløːnə] ⓘ (niederdeutsch: Loihne, Loine) ist eine Mittelstadt im Nordosten des deutschen Landes Nordrhein-Westfalen, gelegen etwa 25 km nordöstlich von Bielefeld. Mit rund 40.000 Einwohnern ist sie die nach Einwohnern drittgrößte Kommune im ostwestfälischen Kreis Herford. Die Erhebung zur Stadt erfolgte erst 1969.
Löhne ist bedeutender Standort der Möbelindustrie und nennt sich daher Weltstadt der Küchen. Seine frühere Funktion als wichtiger Eisenbahnknoten hat es in der zweiten Hälfte des 20. Jahrhunderts eingebüßt.

## Geografie

### Geografische Lage

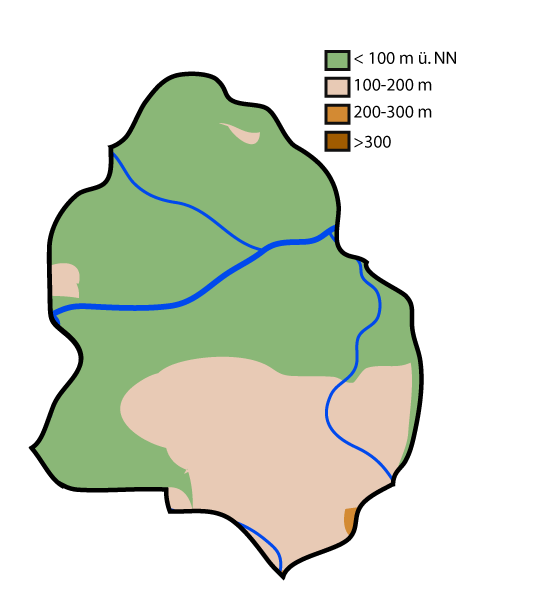
Topographie des Stadtgebietes

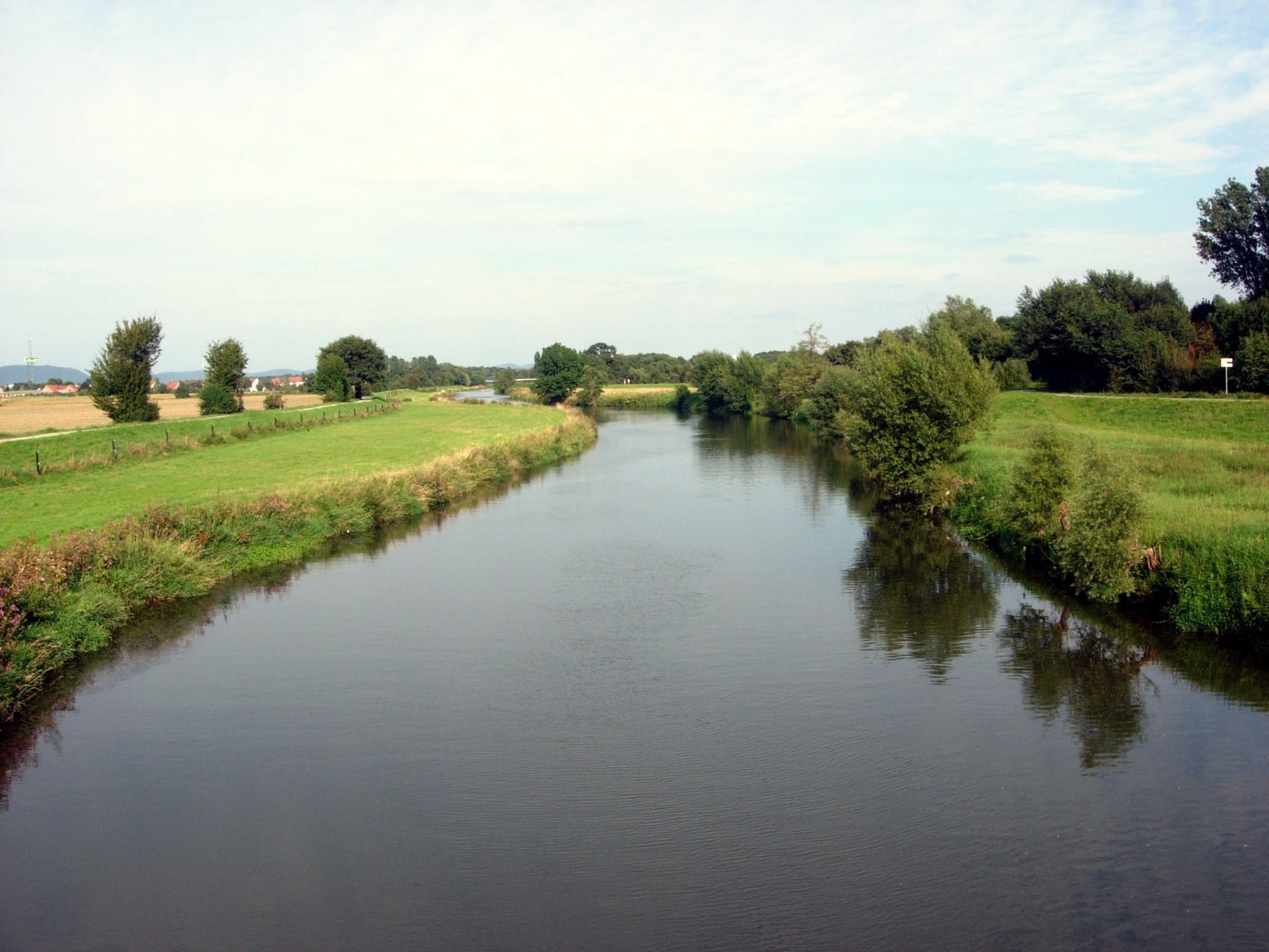
Werre

Löhne liegt in der Hügellandschaft der Ravensberger Mulde im unteren Weserbergland. Von vielen Punkten der Stadt kann man die rund 10 km entfernte Kette des Wiehengebirges im Norden ausmachen. Die nächstgelegenen Großstädte sind das 25 km südwestlich gelegene Bielefeld und das 50 km westlich gelegene Osnabrück. Die niedersächsische Landeshauptstadt Hannover liegt rund 80 km östlich. Nachbarstädte und -gemeinden sind Hüllhorst im Norden, Bad Oeynhausen im Osten (beide Kreis Minden-Lübbecke), Vlotho im Südosten, Herford im Süden, Hiddenhausen im Südwesten und Kirchlengern im Westen.

### Naturraum
Löhne gliedert sich naturräumlich in drei Untereinheiten.
Zentral in West-Ost-Richtung verläuft die 1–2 km breite Werreniederung, die Teil der Else-Werre-Niederung ist. Die Werre bildet zunächst, von Süden kommend, die südwestliche Stadtgrenze, tritt dann in Talung ein, wendet hier (nach Aufnahme der Else an der Grenze zu Kirchlengern) ihren Lauf nach Osten und durchquert mittig das Stadtgebiet. Bei ihrem Übergang auf Oeynhausener Gebiet findet sich mit 48 m ü. NN Löhnes niedrigster Punkt.
Nördlich hat die Stadt Anteil am Quernheimer Hügelland, wo im Westen auf der Obernbecker Egge und im Norden beim Ortsteil Grimminghausen Höhen von jeweils rund 105 m erreicht werden. Größtenteils liegt das Gebiet jedoch auf 55–80 m.
Im Süden findet sich das steilere Oeynhausener Hügelland. Hier liegt das Gelände überwiegend über 80 m, es steigt auf der Dornberger Heide nahe dem Grenzpunkt zu Vlotho und Herford auf 177 m ü. NN an.
Von Norden fließt der Werre als wichtigster Bach der Rehmerloh-Mennighüffer Mühlenbach im Stadtteil Ulenburg zu. Der wichtigste Zufluss im Süden stellt der Mittelbach dar, der an der Steinegge in Vlotho entspringt.
Zu den zahlreichen kleinen Stillgewässern Löhnes zählen der Fichtensee, der Poggensee und der Blutwiesensee.
Das vorherrschende Klima ist das atlantische Seeklima. Für genauere Klimadaten vergleiche die langjährigen Mittelwerte (1971–2000) für das etwa 15 km entfernte Herford. Die Daten für Löhne dürften aufgrund ähnlicher Lage im Werretal davon kaum abweichen.
siehe auch: Klima in Ostwestfalen-Lippe

### Ausdehnung und Nutzung des Stadtgebiets

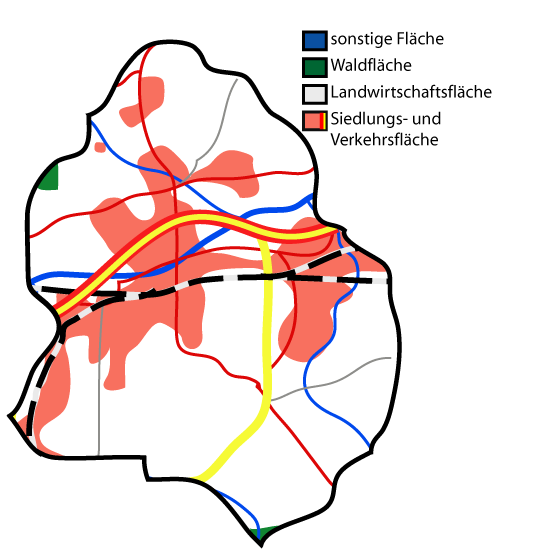
Flächennutzung

Löhne hat eine Fläche von knapp 60 km², die sich 9 km in Nord-Süd- und 7 km in Ost-West-Richtung erstreckt. Sie ist Teil des Ballungsraumes im nördlichen Ostwestfalen-Lippe, der sich vom Kreis Gütersloh über Bielefeld und Herford bis Minden ausdehnt. Der Stadtteil Gohfeld ist großenteils mit dem Siedlungsgebiet von Bad Oeynhausen zusammengewachsen. Die überwiegend fruchtbaren Böden werden intensiv landwirtschaftlich, vorwiegend zum Getreide-, Mais- und Rapsanbau, genutzt. Die Waldfläche ist gering. Die folgende Tabelle zeigt die genaue Flächennutzung.
| Fläche nach Nutzungsart | Siedlungs- und Verkehrsfläche | Landwirt- schaftsfläche | Wald- fläche | sonstige Freiflächen |
| ----------------------- | ----------------------------- | ----------------------- | ------------ | -------------------- |
| Fläche in Hektar        | 2121                          | 3405                    | 308          | 11                   |
| Anteil an Gesamtfläche  | 35,7 %                        | 57,3 %                  | 5,2 %        | 1,8 %                |

### Stadtgliederung

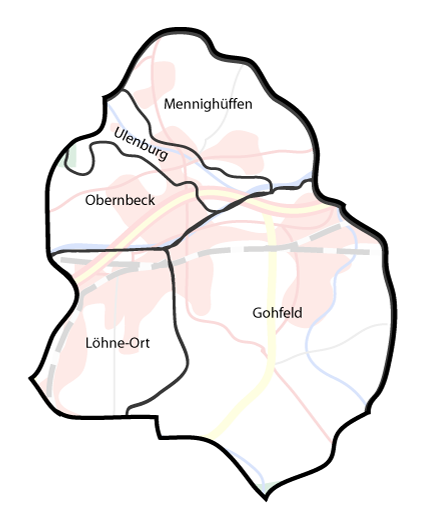
Stadtgliederung

Löhne gliedert sich in die fünf Stadtteile Gohfeld, Löhne-Ort, Mennighüffen, Obernbeck und Ulenburg, die auf die bis 1969 bestehenden selbstständigen Landgemeinden zurückgehen. Der namensgebende, bis 1968 selbstständige Gemeinde Löhne war beim Bau der Köln-Mindener Eisenbahn 1847 ursprünglich als Haltepunkt vorgesehen, der geplante Bahnhof wurde jedoch weiter östlich unter Beibehaltung des Namens „Löhne“ auf Gohfelder Gebiet angelegt. Die sich um den Bahnhof bildende Siedlung wird bis heute inoffiziell als „Löhne-Bahnhof“ bezeichnet und wurde nach der Stadtbildung als Innenstadt definiert.
Ulenburg entlang des Mühlenbaches ist mit nur rund 500 Einwohnern der mit Abstand kleinste Stadtteil und hat keinen eigenen Siedlungskern.
| Stadtteil    | Stadtteil        | Ortsteile                                                                       | Einwohner (01. Januar 2022) |
| ------------ | ---------------- | ------------------------------------------------------------------------------- | --------------------------- |
| Gohfeld      | eigentl. Gohfeld | Depenbrock, Gohfeld, Jöllenbeck, Melbergen, Wittel                              | 11.195 6621                 |
| Gohfeld      | Löhne-Bahnhof    | Löhne-Bahnhof, Bischofshagen, Steinsiek (östlicher Teil)                        | 11.195 6621                 |
| Löhne-Ort    | Löhne-Ort        | Löhne-Dorf, Dickendorn, Falscheide, Löhnerheide, Steinsiek (westlicher Teil)    | 6.739                       |
| Mennighüffen | Mennighüffen     | Mennighüffen, Besebruch, Grimminghausen, Halstern, Krell, Ostscheid, Westscheid | 10.108                      |
| Obernbeck    | Obernbeck        | Obernbeck, Ellerbusch                                                           | 5.836                       |
| Ulenburg     | Ulenburg         | Ulenburg, Beck                                                                  | 368                         |
| Stadt Löhne  | Stadt Löhne      | Stadt Löhne                                                                     | 40.867                      |

### Stadtzentrum
Der aus ehemals selbstständigen Gemeinden zusammengewachsenen Stadt Löhne fehlt eine typische Innenstadt. In dem als solchen bezeichneten Stadtteil Löhne-Bahnhof gibt es ein kleines Geschäftszentrum mit Fußgängerzone, das sich zwischen der Konkurrenz der umliegenden Mittelzentren Bad Oeynhausen, Bünde und Herford bisher nur wenig weiterentwickeln konnte. Auch die anderen Nahbereichszentren Löhnes sowie neuerrichtete Geschäftszentren im Außenbereich bilden eine starke innerstädtische Konkurrenz.

## Geschichte

### Überblick

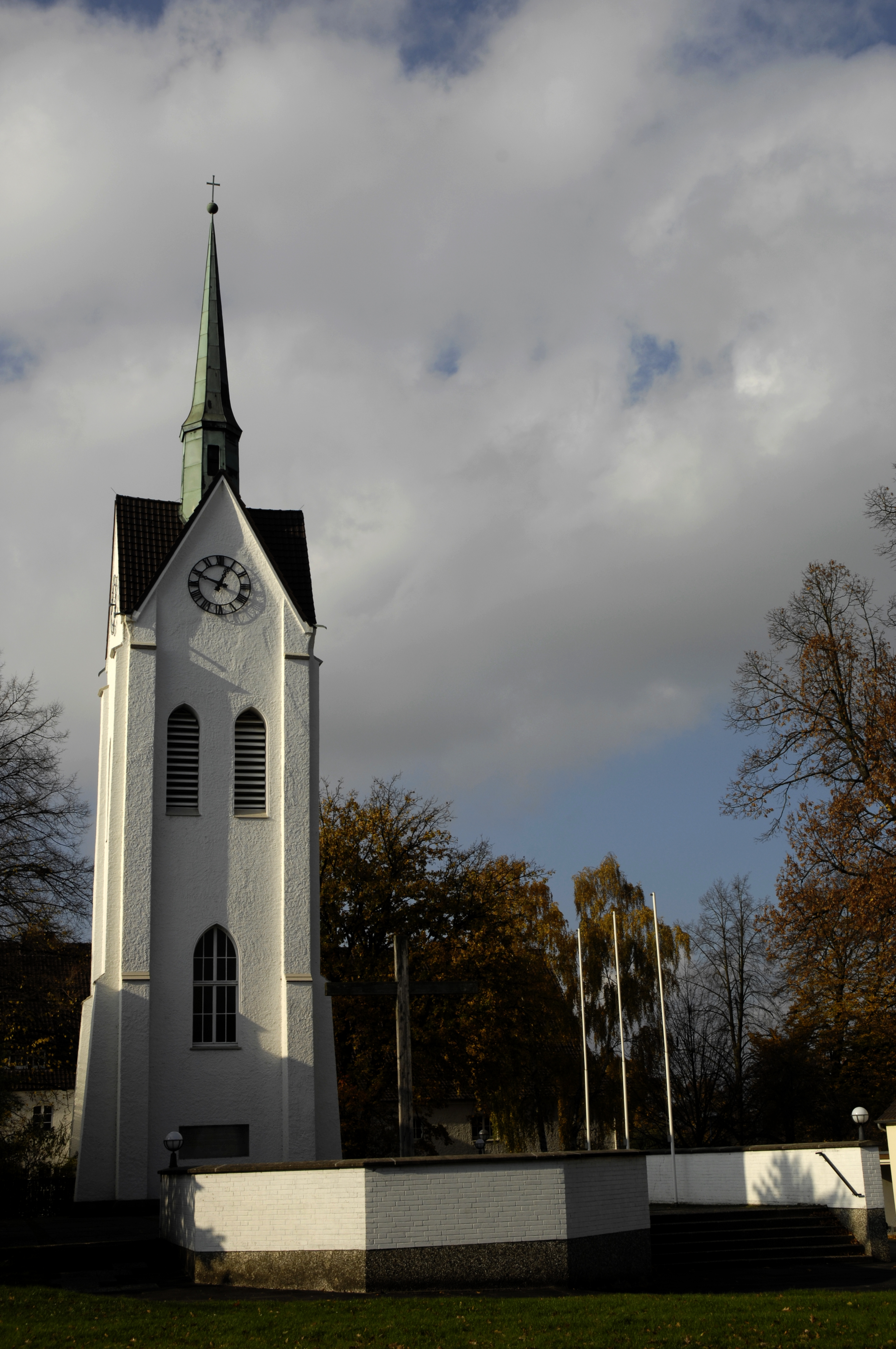
Matthäuskirche in Löhne-Bahnhof

Erst 1969 gegründet, ist Löhne als Stadt sehr jung. Die Geschichte des Löhner Raumes, der zur Kulturlandschaft des Ravensberger Landes gehört, wurde wesentlich von seiner Verkehrslage bestimmt. Von der Frühzeit bis heute kreuzten sich hier überregionale Verbindungswege. Entscheidend war der Bau des großen Löhner Bahnhofs im 19. Jahrhundert, der zum zentralen Bezugspunkt des Umlandes wurde sowie Industrialisierung und die Herausbildung stadtähnlicher Siedlungsstrukturen bewirkte. Aber noch bis ins 20. Jahrhundert hinein herrschte in weiten Teilen ein bäuerlich-dörfliches Gepräge vor.
Die früheste überlieferte urkundliche Erwähnung mit Bezug auf das Löhner Gebiet datiert schon auf das Jahr 993, wobei jedoch die Quellenlage für die Zeit vor dem 17. Jahrhundert allgemein eher dünn ist. In früher Zeit im Stammesbereich der Cherusker, später der Sachsen gelegen, gehörte der Raum seit dem Hochmittelalter zum Hochstift Minden und gelangte mit diesem 1648 für knapp dreihundert Jahre an Brandenburg-Preußen. Innerhalb Preußens bestand ab 1719 Zugehörigkeit zu Minden-Ravensberg, ab 1816 zum Kreis Bünde und ab 1832 zum Kreis Herford in der Provinz Westfalen, welche 1946 Teil Nordrhein-Westfalens wurde.
Bis zum Bahnhofsbau hatten über Jahrhunderte die Kirchorte Mennighüffen und Gohfeld die zentralen Orte gebildet. Ab 1843 bestanden die in Personalunion verwalteten Ämter Gohfeld und Mennighüffen. Das Amt Gohfeld bestand aus den Gemeinden Gohfeld und Löhne, das Amt Mennighüffen umfasste die Gemeinden Mennighüffen, Obernbeck und den Gutsbezirk Ulenburg sowie bis 1919 auch den größten Teil der heutigen Gemeinde Kirchlengern. Beide Ämter wurden 1943 zum Amt Löhne zusammengelegt und dieses 1969 zur Stadt erhoben.

### Von den Anfängen bis etwa 1800
Verschiedene archäologische Funde deuten auf eine durchgehende Besiedlung des Löhner Raumes mindestens seit der Mittelsteinzeit (vielleicht ab 5000 v. Chr.) hin. Die hier seit etwa 600 n. Chr. ansässigen Sachsen haben mit ihren Eschfluren noch lange sichtbare Spuren in der Landschaft hinterlassen. Bevorzugte Siedlungslage ist die hochwassersichere obere Niederterrasse der Werre. Damals bestehen wohl schon Löhne-Dorf, Obernbeck und Ostscheid als Drubbel, ansonsten nur kleine Hofgruppen und Einzelhöfe. Weite Flächen sind nicht oder als Allmende nur extensiv genutzt.
Die um 800 im Zuge der Sachsenkriege ins Land kommenden fränkischen Eroberer bringen die Christianisierung und unterwerfen die Bevölkerung der Grundherrschaft und Zehntherrschaft, gesichert durch die Anlage von Fronhöfen in Mennighüffen und Gohfeld, in deren Nähe bald auch Dorfkirchen errichtet werden, sowie in Niedernbeck (das spätere Haus Beck). Die bedeutendsten Grundherren sind zunächst das Reichsstift Herford und Mindener Klöster.
Der heutige Ortsteil Jöllenbeck wurde im Jahr 993 erstmals als Jolenbeke urkundlich erwähnt. Der Vorgängerbau der heutigen Simeonkirche in Jöllenbeck wurde im Jahr 1035 vom Mindener Bischof Sigebert eingeweiht.
Von etwa 1200 bis ins 16. Jh. kommt es zu einem verstärkten Landesausbau, die bisherigen Siedlungen werden erweitert und neue Gebiete (Wittel, Bischofshagen) erschlossen, die bäuerlichen Gruppen der Erbkötter, Markkötter und Brinksitzer bilden sich heraus. Das dem Meierstand entstammende Adelsgeschlecht derer von Quernheim kann einen bedeutenden Anteil der Grundherrschaft an sich ziehen und erbaut die Rittersitze Beck und Ulenburg, welche um 1600 an wechselnde Besitzer übergehen. Größte Grundherren sind aber ab 1648 als neue Fürsten von Minden die brandenburgischen Kurfürsten bzw. preußischen Könige.
Im Rahmen des Hochstifts bzw. Fürstentums Minden ist Gohfeld als Vogteisitz Verwaltungsmittelpunkt für ein größeres Umland. Schon früh, wohl um 1530, setzt sich die Reformation durch und das Gebiet wird lutherisch. 1682 werden die Ortschaften zu neun Bauerschaften zusammengefasst und innerhalb dieser die Höfe durchnummeriert, ein System, das sich in den Postanschriften z. T. bis 1969 erhalten hat. Ab dem 17. Jh., verstärkt ab etwa 1750, verdingt sich ein stetig wachsender Teil der Bevölkerung, die Heuerlinge, in Heimarbeit mit der Herstellung von Leinen, das nach den Leinenhandelsstädten Herford und Bielefeld abgesetzt wird.
Während des Dreißigjährigen Krieges ist die Bevölkerung teils schweren Übergriffen durch marodierende Soldateska ausgesetzt. Dies wiederholt sich auch später mehrfach, da von Anbeginn der Hohenzollernherrschaft durch Gohfeld die Hauptverbindungsstraße zwischen dem Kernland und den westlichen Besitzungen Brandenburg-Preußens verläuft (Alter Postweg, später Koblenzer Straße bzw. B61) und zu Kriegszeiten häufig Truppendurchmärschen dient, so im Französisch-Niederländischen Krieg, im Siebenjährigen Krieg und während der Napoleonischen Kriege. 1759 kommt es außerdem im Zuge der Schlacht bei Minden zum Gefecht bei Gohfeld.

### 1800 bis 1945
Von 1807 bis 1813 liegt der Löhner Raum im Machtbereich des napoleonischen Frankreich, zunächst im Distrikt Minden des Vasallenstaates Königreich Westphalen. Bis 1810 gehören Löhne und Gohfeld zum Kanton Reineberg sowie Mennighüffen, Obernbeck und Ulenburg zum Kanton Haddenhausen.
1811 fallen Mennighüffen, Obernbeck und Ulenburg unmittelbar an Frankreich und bilden dort die Mairie Mennighüffen im Arrondissement Minden des Departements der Oberen Ems. Gohfeld sowie Löhne verbleiben im Königreich Westphalen und gehören dort zum Kanton Vlotho im Distrikt Bielefeld des Departements der Fulda.
Im Zuge der Befreiungskriege fällt das ganze Gebiet 1813 wieder an Preußen zurück. Seit 1815 ist es Teil der neuen Provinz Westfalen, 1816 kommt es zum neuen Kreis Bünde und seit 1832 gehört es zu Kreis Herford.
Die Zeit bis etwa 1860 ist durch zunehmende Verelendung, tlw. auch Hungersnot gekennzeichnet. Gründe dafür sind zum einen zuungunsten der Heuerlinge durchgeführte Markenteilungen sowie mehrere Missernten. Besonders verheerend wirkt sich der um 1830 infolge der Mechanisierung einsetzende Niedergang der Leinenindustrie aus, die Mehrheit der Bevölkerung ist nun ohne Verdienstmöglichkeit. Angesichts der Not wandert bis 1860 jeder Zehnte nach Amerika aus, andere gehen auswärtig Saisonarbeit nach, etwa als Hollandgänger.
Der Bau der Köln-Mindener Eisenbahn 1846/47 bedeutet für den Löhner Raum den Beginn eines neuen Zeitalters. Der zunächst unbedeutende Löhner Bahnhof im Westen Gohfelds entwickelt sich zu einem der wichtigsten Eisenbahnknoten Nordwestdeutschlands, nachdem hier 1855 die Hannoversche Westbahn in Richtung Osnabrück und Niederlande sowie 1875 die Strecke nach Hameln und Mitteldeutschland abgezweigt werden. 1917 wird außerdem ein großer Rangierbahnhof fertiggestellt. Bei der Bahn finden fortan viele Menschen ihr Auskommen. Sogar in der Literatur wird auf den damals wichtigen Bahnhof Bezug genommen: Erich Maria Remarque verwendet in seinem Antikriegsroman Im Westen nichts Neues den Drillbefehl „Löhne umsteigen!“. Da diese Aussage die von der Eisenbahn geprägte Geschichte der Stadt prägnant zusammenfasste, diente er ihr lange als Sinnspruch.
Infolge der günstigen infrastrukturellen Bedingungen setzt nun die Industrialisierung ein. Vorherrschend ist zunächst die Zigarrenindustrie, ab 1920 kommt die bis heute bedeutende Möbelindustrie hinzu. Um den Bahnhof entsteht unter dem Namen Löhne-Bahnhof ein neuer Siedlungsschwerpunkt mit fast städtischem Gepräge und bildet bald das Zentrum des Raumes. Auch die anderen Ortschaften wachsen, es werden neue Schulen, Kirchen und Chausseen gebaut. Bereits um 1900 ist die Massenarmut einem bescheidenen Wohlstand gewichen.
Die Erweckungsbewegung hinterlässt ab etwa 1750 tiefe Spuren im kirchlichen Leben Minden-Ravensbergs. Daran haben mehrere Pastoren der hiesigen Kirchengemeinden entscheidenden Anteil, so etwa Friedrich August Weihe und Eduard Kuhlo in Gohfeld sowie Theodor Schmalenbach in Mennighüffen. Dank Kuhlo und seinem Sohn Johannes wird Gohfeld zu einem Ausgangspunkt der Posaunenchorbewegung, die noch heute in der Region und darüber hinaus lebendig ist. Das vertiefte religiöse Leben des 19. Jahrhunderts hilft vielen Menschen die Krisen der Zeit zu überstehen, verleitet aber allgemein auch zu politischem Fatalismus. Auch hält eine gewisse Freudlosigkeit Einzug, auf Druck der Kirchenmänner müssen etwa die bislang bunten Trachten nun schlicht schwarz ausfallen, auf Hochzeiten darf keine Tanzmusik mehr gespielt werden.
Die durchweg monarchietreuen Pastoren nutzen außerdem ihre einflussreiche Stellung, um die Bevölkerung gegen die „gottlosen“ Sozialdemokraten in Stellung zu bringen. Politisch dominieren bei den Reichstagswahlen seit 1871 denn auch die Christlich-Konservativen. Dennoch wird die SPD seit etwa 1900 zunehmend von der wachsenden Zahl von Arbeitern, besonders in Löhne(-Ort) und Obernbeck, gewählt. Nach 1918 sind Konservative (nun DNVP) und SPD zunächst etwa gleich stark.
1914–1918 sterben etwa 650 Männer als Soldaten an den Fronten des Ersten Weltkriegs. Die unruhige Zeit der Weimarer Republik mit der Inflation von 1923, anschließender vorübergehender Stabilität und schwerer Wirtschaftskrise ab 1929 findet einen entsprechenden Niederschlag im Amt Gohfeld-Mennighüffen.

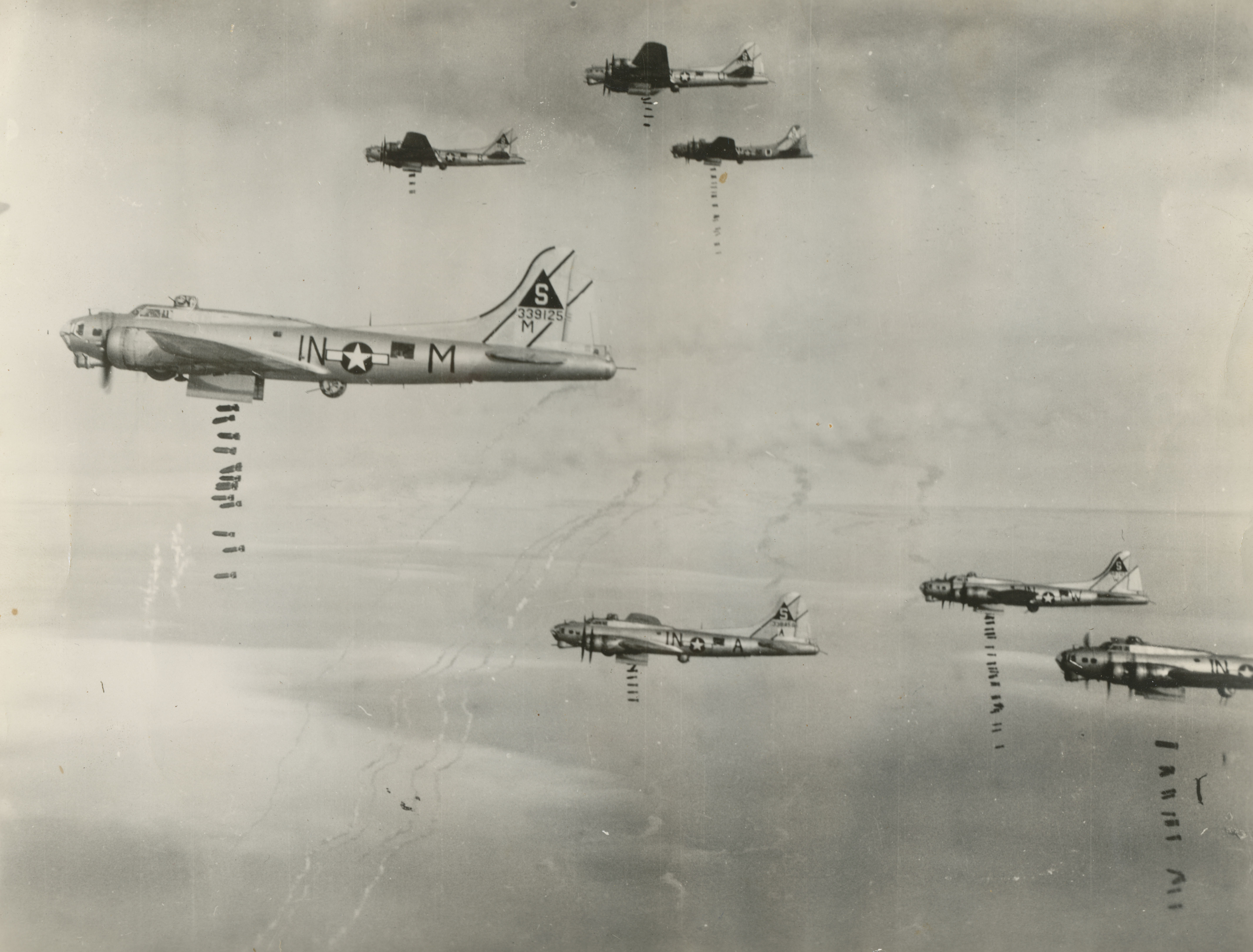
Am 14. März 1945 werfen B-17 Bomber der 401st Bomb Group der US Army Air Forces ihre Bomben auf den Rangierbahnhof und Eisenbahnknoten in Löhne.

Da sich das nach wie vor starke konservative Wählerpotential allgemein für den Nationalsozialismus empfänglich zeigt, fällt der Siegeszug der NSDAP bei den Wahlen 1930–1933 noch deutlicher als auf Reichsebene aus (zum Beispiel Reichstagswahl Juli 1932: 43,8 % gegenüber 37,3 %). Die Reichstagswahl März 1933, Machtergreifung, Gleichschaltung und Herrschaft der NS-Diktatur verläuft ähnlich wie andernorts. Offener Widerstand gegen den Nationalsozialismus wird kaum gezeigt. Eine Ausnahme bildet die Kirchengemeinde Mennighüffen, die unter ihrem Pastor Ernst Wilm der Bekennenden Kirche nahesteht. Als unmittelbare Opfer des Regimes sind etwa 40 Personen nachweisbar, die in der NS-Euthanasie ermordet wurden oder als Zeugen Jehovas, Juden, wegen unliebsamer politischer Betätigung in Haft genommen oder in Konzentrationslager verbracht wurden. Mindestens fünf Zeugen Jehovas wurden umgebracht.
Im letzten Kriegsjahr 1945 finden sich im Amt Löhne etwa tausend ausländische Zwangsarbeiter, über deren Lebens- und Arbeitsbedingungen wenig bekannt ist.
Um für die bevorstehende Schlacht um das Ruhrgebiet den Nachschub der Wehrmacht zu unterbinden, fliegen alliierte Luftstreitkräfte am 14. März 1945 einen schweren Angriff auf den Löhner Bahnhof. Dreihundert Flugzeuge werfen binnen einer Viertelstunde rund 2200 Spreng- und 20.000 Brandbomben ab, wovon der größere Teil außerhalb der Gleisanlagen niedergeht. Etwa 130 Menschen sterben, über 500 Gebäude werden zerstört oder beschädigt. Am 3. April 1945 besetzen amerikanische Truppen kampflos das Amtsgebiet.

### Seit 1945
Das Kriegsende brachte neben dem Zusammenbruch der Verwaltung eine dramatische Verschlechterung der schon während des Krieges angespannten Versorgungslage (eine bedeutende Abhilfe hatte da noch der legendäre „Kohlenklau“ von haltenden Güterzügen durch die Jugend der anliegenden Dörfer leisten können). Diese Probleme konnten unter großen Entbehrungen bis 1948, auch dank der Währungsreform, weitgehend behoben werden. Besonderes schwerwiegend war der Wohnungsmangel. Untergebracht werden mussten über 5.000 Flüchtlinge aus den Ostgebieten und der sowjetischen Besatzungszone, Kriegsheimkehrer sowie vorübergehend auch Evakuierte aus anderen Städten und Teile der britischen Besatzungstruppen.  Noch dazu war durch den Luftangriff 1945 und das verheerende Werrehochwasser vom Februar 1946 viel Wohnraum verloren gegangen. Flüchtlingen wurde jeweils ein Stück Land auf dem Exerzierplatz in Löhne zugewiesen, den sie mit viel Mühe umpflügten, um ihn für die landwirtschaftliche Bewirtschaftung umzunutzen. Dank einem langanhaltenden Bauboom, beflügelt durch öffentliche Förderung, entspannte sich auch in Löhne seit den 1950er Jahren die Lage. Die vielen Flüchtlinge konnten nach anfänglichen Schwierigkeiten erfolgreich integriert werden.
Im Zuge der nordrhein-westfälischen Gemeindereform werden zum 1. Januar 1969 die fünf bisherigen Gemeinden zur Stadt Löhne zusammengeschlossen. Am 1. Januar 1973 wurde ein Gebiet des Stadtteils Gohfeld mit damals weniger als 200 Einwohnern an die Nachbarstadt Bad Oeynhausen abgetreten.

## Bevölkerung

### Einwohnerentwicklung
Die Zahlen vor 1969 fassen die Werte der vormals jeweils vorhandenen Verwaltungseinheiten zusammen. Deren Fläche weicht geringfügig von dem des heutigen Stadtgebietes ab.

Bevölkerungsentwicklung in Löhne von 1785 bis 2016

| Jahr | Einwohner |
| ---- | --------- |
| 1785 | 4.170     |
| 1818 | 5.827     |
| 1843 | 7.764     |
| 1858 | 8.027     |
| 1871 | 8.122     |
| 1885 | 9.776     |
| 1895 | 11.981    |
| 1905 | 15.675    |
| 1925 | 20.399    |
| 1933 | 23.017    |

| Jahr | Einwohner |
| ---- | --------- |
| 1939 | 24.565    |
| 1946 | 30.532    |
| 1950 | 33.009    |
| 1961 | 33.420    |
| 1969 | 36.672    |
| 1970 | 36.497    |
| 1972 | 38.133    |
| 1974 | 38.019    |
| 1975 | 37.564    |
| 1980 | 37.147    |

| Jahr | Einwohner |
| ---- | --------- |
| 1985 | 36.385    |
| 1987 | 36.698    |
| 1990 | 38.557    |
| 1995 | 41.246    |
| 2000 | 41.421    |
| 2005 | 41.541    |
| 2007 | 41.031    |
| 2012 | 39.479    |
| 2016 | 39.767    |
| 2022 | 40.265    |

### Sprache
Das Hochdeutsche ist die Umgangssprache in Löhne. Vor hundert Jahren war es noch Fremdsprache, bekannt nur aus Schule und Gottesdienst und benutzt nur im Umgang mit offiziellen Stellen. Unter sich sprachen die Löhner ausschließlich Platt, d. h. Niederdeutsch. Binnen dreier Generationen ist es in Löhne fast ausgestorben, da es nach dem Ersten Weltkrieg als bäuerlich und rückständig galt. Zudem war mit den vielen Ostflüchtlingen nach 1945 und späteren Zugezogenen eine Verständigung nur auf Hochdeutsch möglich. Seit einiger Zeit wird versucht, das sprachliche Erbe durch Volkshochschulkurse sowie gelegentliche Zeitungsartikel und Theaterstücke auf Platt zu pflegen.
In Löhne wurde Ravensberger Platt gesprochen, eine Variante des Ostwestfälischen, das wiederum zum Sprachraum des Westfälischen gehört. Wesentliche Merkmale des Letzteren fanden sich auch in der Löhner Sprache, so etwa viele Diphthonge, das aus dem langen mittelniederdeutschen a entwickelte dumpfe o, die Dehnung des kurzen mittelniederdeutschen a und die Erhaltung des inlautenden sk. Beispiele:
- Hochdeutsch: essen, kochen; Abend, Schale, schlafen; machen, graben, Sache; Fisch, waschen, deutsch
- Löhner Mundarten: iaden, koaken/kuaken; Obend, Schole, schlopen; maken, grawen, Ssake; Fisk, wasken, duitsk
- Gohfelder Eigenheiten: eden, koken

Wie schon tlw. ersichtlich, war auch ein so überschaubares Gebiet wie Löhne sprachlich nicht einheitlich, es gab zwischen den verschiedenen Orten merkliche, vor allem lautliche Unterschiede. Man kann drei Teilräume unterscheiden: Gohfeld, das Gebiet nördlich der Werre (Mennighüffen, Obernbeck, Ulenburg) und Löhne-Ort. Die Entsprechung zu den drei ältesten Kirchspielen ist augenfällig. Im zentral gelegenen und recht jungen Löhne-Bahnhof mögen sich die sprachlichen Einflusszonen überdeckt und vermischt haben.
In der Folge stellvertretend einige Wörter zur Veranschaulichung der Unterschiede:
- Hochdeutsch: brechen, Nase, Ofen, Bruder, gehen, lernen, wir kamen, Bauer, teuer, Gans, kurz.
- Gohfeld: breken, Nesen, Oben, Broer, john, lehrn, wui koimen, Buer, düer, Jäos, kocht.
- nördl. der Werre: briaken, Niasen, Oaben, Broer, gohn, leihern, wui keimen, Buer, duier, Gäos, koat.
- Löhne-Ort: briaken, Niasen, Uaben, Bräoer, gäohn, leihern, wui keimen, Biuer, duier, Gäos, kuat.

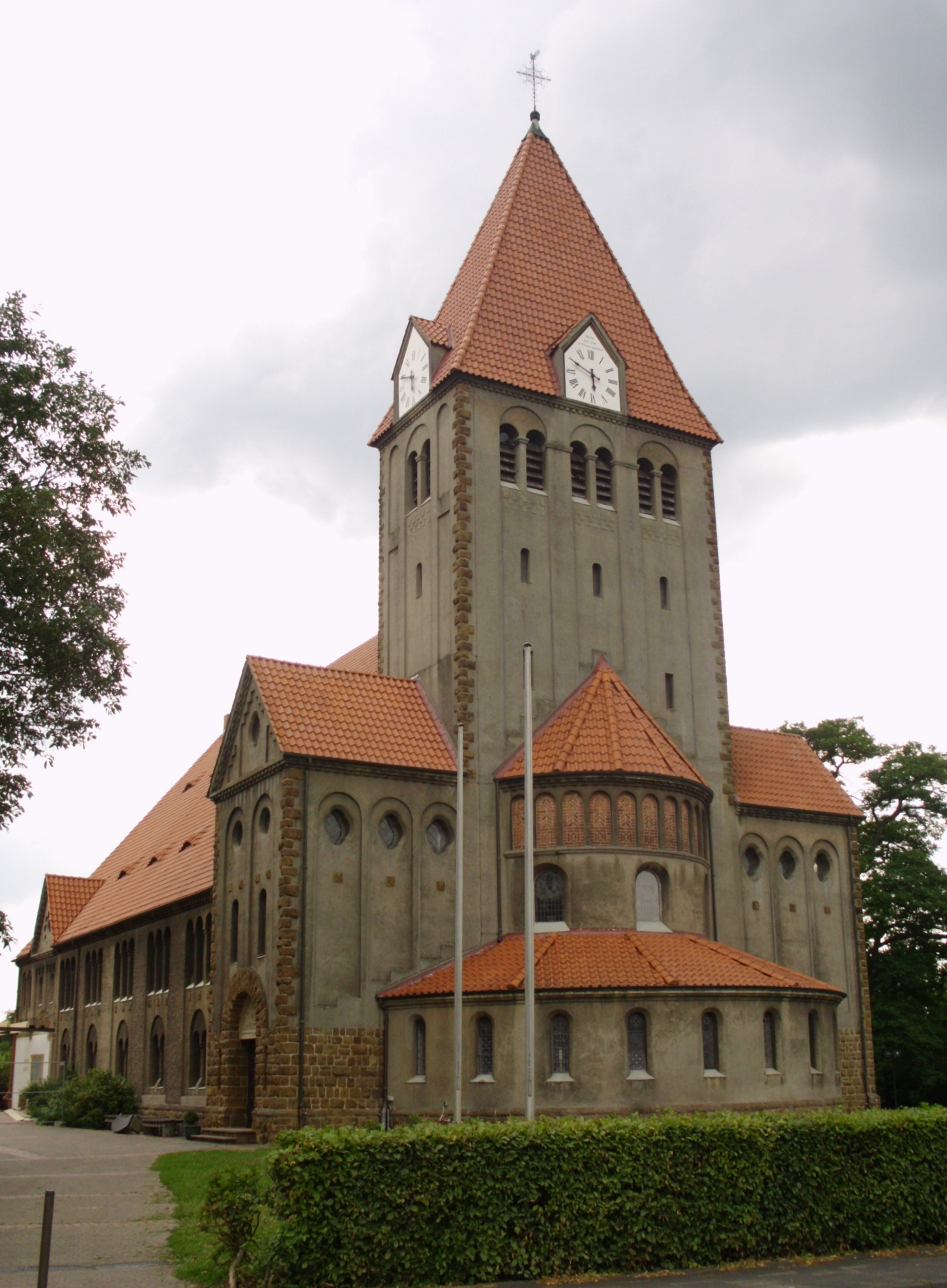
Christus-Kirche Obernbeck

### Religionen
Eine genaue Religionsstatistik für Löhne wird nicht veröffentlicht. Dominierend ist jedoch das evangelische Bekenntnis, dem die Bevölkerung seit der Reformation bis ins 20. Jahrhundert hinein fast ausnahmslos angehört hatte. Erst mit den Ostflüchtlingen kam eine größere Zahl Katholiken hinzu. Bunter wurde die religiöse Zusammensetzung Löhnes wie andernorts auch durch die nachfolgenden Einwanderergruppen, außerdem gab es Kirchenaustritte. Als Anhaltspunkt für die genaue Verteilung kann die Religionszugehörigkeit der Löhne Schüler dienen. Von diesen waren im Schuljahr 2002/2003 68 % evangelisch, 8,3 % katholisch, 8,4 % muslimisch, 7 % Anhänger anderer Bekenntnisse und 8,3 % konfessionslos.
In Löhne finden sich die fünf evangelisch-lutherische Kirchengemeinden Gohfeld, Löhne-Ort, Mennighüffen, Obernbeck und Siemshof, die zur Evangelischen Kirche von Westfalen gehören, sowie die evangelisch-freikirchlichen Gemeinden „Kreuzkirche“ und „Christliche Gemeinde Mennighüffen“. Die Löhner Katholiken des Erzbistums Paderborn sind in der Pfarrei St. Laurentius organisiert, die Mitglieder der neuapostolischen Kirche gehören zur Gemeinde in Bad Oeynhausen.
Der Islam ist durch eine Moschee nebst Kulturzentrum vertreten, auch der Islamische Verband und die Vereinigung Islamischer Türkischer Arbeiter stellen Gebetsräume zur Verfügung.
Ebenfalls vertreten sind Jesiden. Die Gesellschaft jesidischer Akademiker hat das Schloss Ulenburg erworben.

## Politik
- LINKE: 2
- Grüne: 7
- SPD: 22
- LBA: 4
- FDP: 1
- CDU: 12

Die Bürger der Gemeinde wählen in direkter Wahl den Gemeinderat sowie seit 1999 den Bürgermeister, der seit 1997 auch Leiter der Stadtverwaltung ist. Das Amt des Gemeindedirektors gibt es seit 1997 daher nicht mehr.

### Stadtrat
Der Stadtrat von Löhne hat derzeit 48 Mitglieder. Hinzu kommt der Bürgermeister als Ratsvorsitzender.
Die sich den Freien Wählern zurechnende Löhner Bürger-Allianz gründete sich 2001 unter Federführung zweier aus der CDU-Ratsfraktion ausgetretener Stadträte. Die seit den 1980er Jahren bestehende Bunte Liste Löhne deckte in Löhne lange allein das politische Spektrum links der SPD ab und schloss sich 2009 der Partei Die Linke an. Die Grünen, zuvor in Löhne nicht vertreten, gründeten 2007 einen eigenen Ortsverband und traten 2009 erstmals zur Kommunalwahl an.
Die folgende Tabelle zeigt die Kommunalwahlergebnisse seit 1975:
| [ 18 ] [ 19 ] [ 20 ] [ 21 ] | 2020  | 2020  | 2014  | 2014  | 2009  | 2009  | 2004  | 2004  | 1999  | 1999  | 1994  | 1994  | 1989  | 1989  | 1984  | 1984  | 1979  | 1979  | 1975  | 1975  |
| Partei                      | Sitze | %     | Sitze | %     | Sitze | %     | Sitze | %     | Sitze | %     | Sitze | %     | Sitze | %     | Sitze | %     | Sitze | %     | Sitze | %     |
| --------------------------- | ----- | ----- | ----- | ----- | ----- | ----- | ----- | ----- | ----- | ----- | ----- | ----- | ----- | ----- | ----- | ----- | ----- | ----- | ----- | ----- |
| SPD                         | 22    | 45,00 | 18    | 40,56 | 19    | 44,05 | 19    | 42,50 | 22    | 48,59 | 23    | 47,66 | 23    | 48,67 | 25    | 55,16 | 24    | 52,63 | 24    | 49,62 |
| CDU                         | 12    | 24,62 | 15    | 33,61 | 14    | 32,61 | 17    | 39,71 | 19    | 43,94 | 19    | 40,73 | 16    | 35,25 | 18    | 39,53 | 19    | 41,80 | 18    | 41,98 |
| Grüne                       | 7     | 14,33 | 4     | 9,47  | 3     | 6,58  | –     | –     | –     | –     | –     | –     | –     | –     | –     | –     | –     | –     | –     | –     |
| LBA1                        | 4     | 7,41  | 4     | 8,69  | 3     | 6,56  | 4     | 9,38  | –     | –     | –     | –     | –     | –     | –     | –     | –     | –     | –     | –     |
| FDP                         | 1     | 3,06  | 1     | 2,22  | 3     | 5,66  | 2     | 3,53  | 1     | 2,63  | 0     | 4,60  | 3     | 7,80  | 2     | 5,30  | 2     | 5,57  | 3     | 8,39  |
| Linke/BLL2                  | 2     | 4,59  | 2     | 5,45  | 2     | 4,54  | 2     | 4,88  | 2     | 4,84  | 3     | 7,00  | 3     | 8,28  | –     | –     | –     | –     | –     | –     |
| PARTEI                      | –     | 0,68  | –     | –     | –     | –     | –     | –     | –     | –     | –     | –     | –     | –     | –     | –     | –     | –     | –     | –     |
| Gesamt3                     | 48    | 100   | 44    | 100   | 44    | 100   | 44    | 100   | 44    | 100   | 45    | 100   | 45    | 100   | 45    | 100   | 45    | 100   | 45    | 100   |
| Wahlbeteiligung             | 48,94 | 48,94 | 47,46 | 47,46 | 52,97 | 52,97 | 54,16 | 54,16 | 53,83 | 53,83 | 81,96 | 81,96 | 66,92 | 66,92 | 70,31 | 70,31 | 75,07 | 75,07 | 87,84 | 87,84 |

1Löhner Bürger-Allianz

2bis 2004 Bunte Liste Löhne

3ohne Berücksichtigung von Rundungsdifferenzen

### Bürgermeister
Seit dem 21. Oktober 2015 übt Bernd Poggemöller (SPD) das Bürgermeisteramt aus. Er setzte sich gegen Ricarda Hoffmann (CDU) mit 55,05 Prozent durch, die 36 Prozent erreichte. Er wurde 2020 mit 62,84 % der Stimmen im Amt bestätigt. Bei der Bürgermeisterwahl 2009 löste Heinz-Dieter Held (SPD) mit 48,05 Prozent den parteilosen, von der CDU unterstützten Amtsinhaber Kurt Quernheim (35,33 %) ab. Dieser hatte sich 2004 im zweiten Wahlgang mit 51,11 % der Stimmen gegen den SPD-Kandidaten Egon Schewe (48,89 %) durchsetzen können, der im ersten Wahlgang noch mehr Stimmen als Quernheim erhalten hatte. Kurt Quernheim, bislang Leiter des städtischen Hoch- und Tiefbauamtes, war bis Mitte der 1990er Jahre Mitglied der SPD, verließ dann jedoch die Partei. Als Bürgermeister stützte er sich im Rat vornehmlich auf die Fraktionen von CDU, LBA und FDP. Seine Vorgänger waren Werner Hamel (SPD) von 1992 bis 2004 (1999 mit 55,3 % der Stimmen im ersten Wahlgang direkt gewählt) und Heinrich Schneider (SPD) von 1969 bis 1992.

### Wappen
Blasonierung: „In Grün ein schräglinker silberner Wellenbalken, belegt mit drei roten Seeblättern.“
Das 1970 vom Regierungspräsidenten in Detmold genehmigte Löhner Wappen versinnbildlicht im silbernen Wellenbalken die Werre als Trennfluss und gleichzeitig Verbindung zwischen den beiden früheren Ämtern Gohfeld und Mennighüffen, die bis zum 31. Dezember 1968 das Amt Löhne bildeten. Die roten Seeblätter sind als heimatliches historisches Zeichen dem Wappen der Sachsenherzöge entnommen. Die Seeblätter könnten ein Sinnbild des sächsischen Herzogtums Engern sein. Dieses Wappenbild könnte aber auch erst im 16. Jahrhundert für den westfälischen Teil der Herzöge von Sachsen-Lauenburg entworfen worden sein. Das Wappen wurde in den dreißiger Jahren während der Zeit des Nationalsozialismus entworfen und wurde auch vom 1943 gegründeten Amt Löhne seit 1943 geführt.

### Partnerstädte
Es bestehen freundschaftliche Beziehungen zu:
- Spittal an der Drau (seit 1973)
- Columbus, USA (seit 1993)
- Condega, Nicaragua (seit 1994)
- Röbel/Müritz, Deutschland (seit 1996)
- Mielec, Polen (seit 2002)

## Infrastruktur und Wirtschaft

### Verkehr

#### Straßenverkehr
Löhne hat drei Anschlussstellen an der Bundesautobahn 30 (A 30), die das Stadtgebiet in West-Ost-Richtung durchquert. Vom ehemaligen Dreieck Löhne (heute Anschlussstelle Gohfeld) führt die Bundesstraße 611 zur Anschlussstelle Vlotho West der Bundesautobahn 2 (A 2), die etwa zwei bis drei Kilometer südöstlich des Stadtgebietes verläuft. In Wittel zweigt von der B 611 die Landesstraße 860 nach Herford ab, wo sie als Bundesstraße 61 weiter nach Bielefeld und Gütersloh führt. Die Bundesstraße 239 verläuft unweit der Westgrenze der Stadt. Im September 2008 wurde mit dem Bau der sogenannten Nordumgehung Bad Oeynhausen begonnen. Diese wurde im Dezember 2018 fertiggestellt. Mit dem Bau hat, ausgehend vom Dreieck Löhne, die A 30 auf Bad Oeynhausener Stadtgebiet den bislang fehlenden direkten Anschluss an die A 2 erhalten. In der Lokalpolitik wie auch der Bevölkerung Löhnes war das Projekt umstritten.

#### Schienen- und Busverkehr

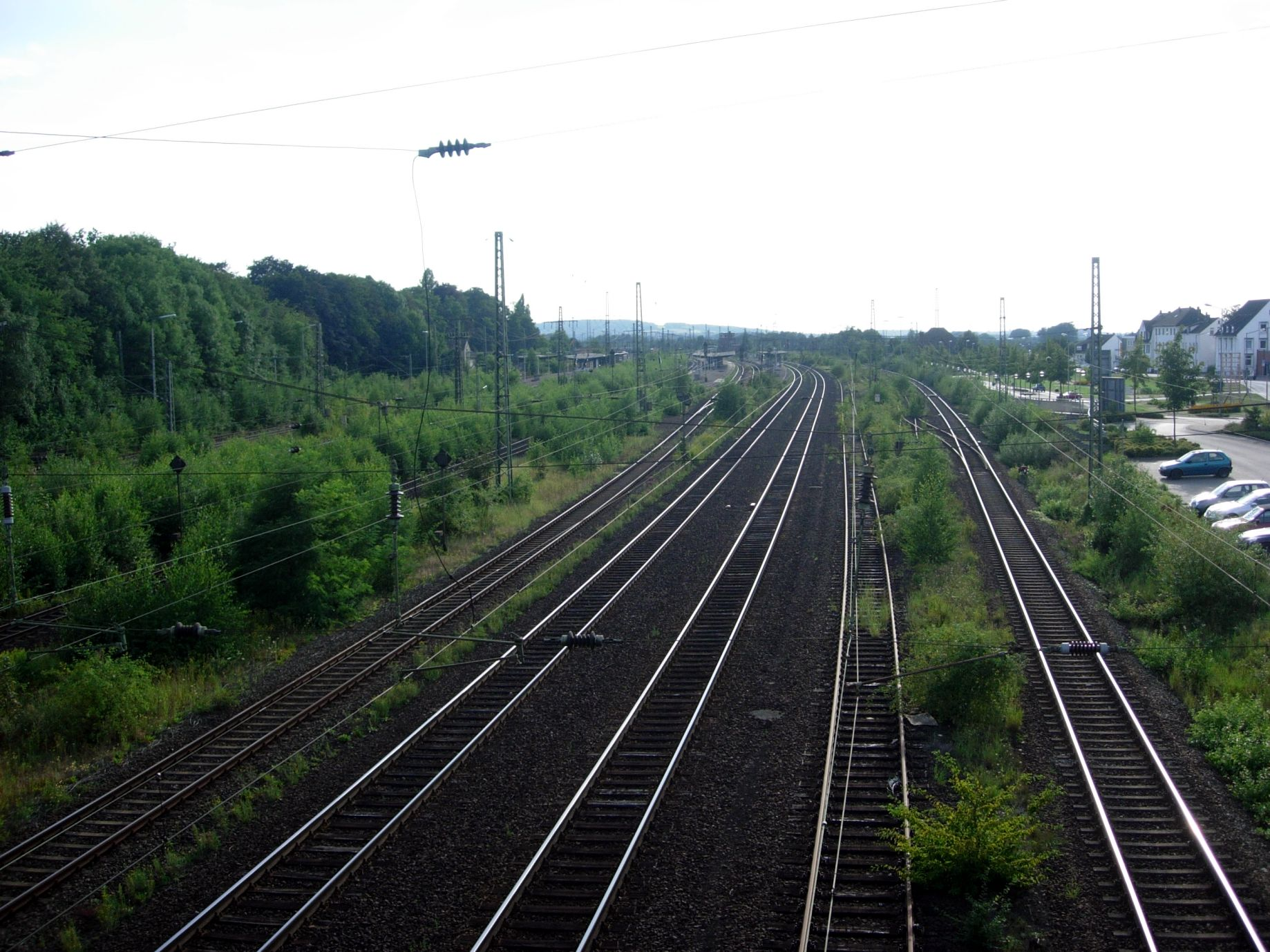
Bahnhof Löhne

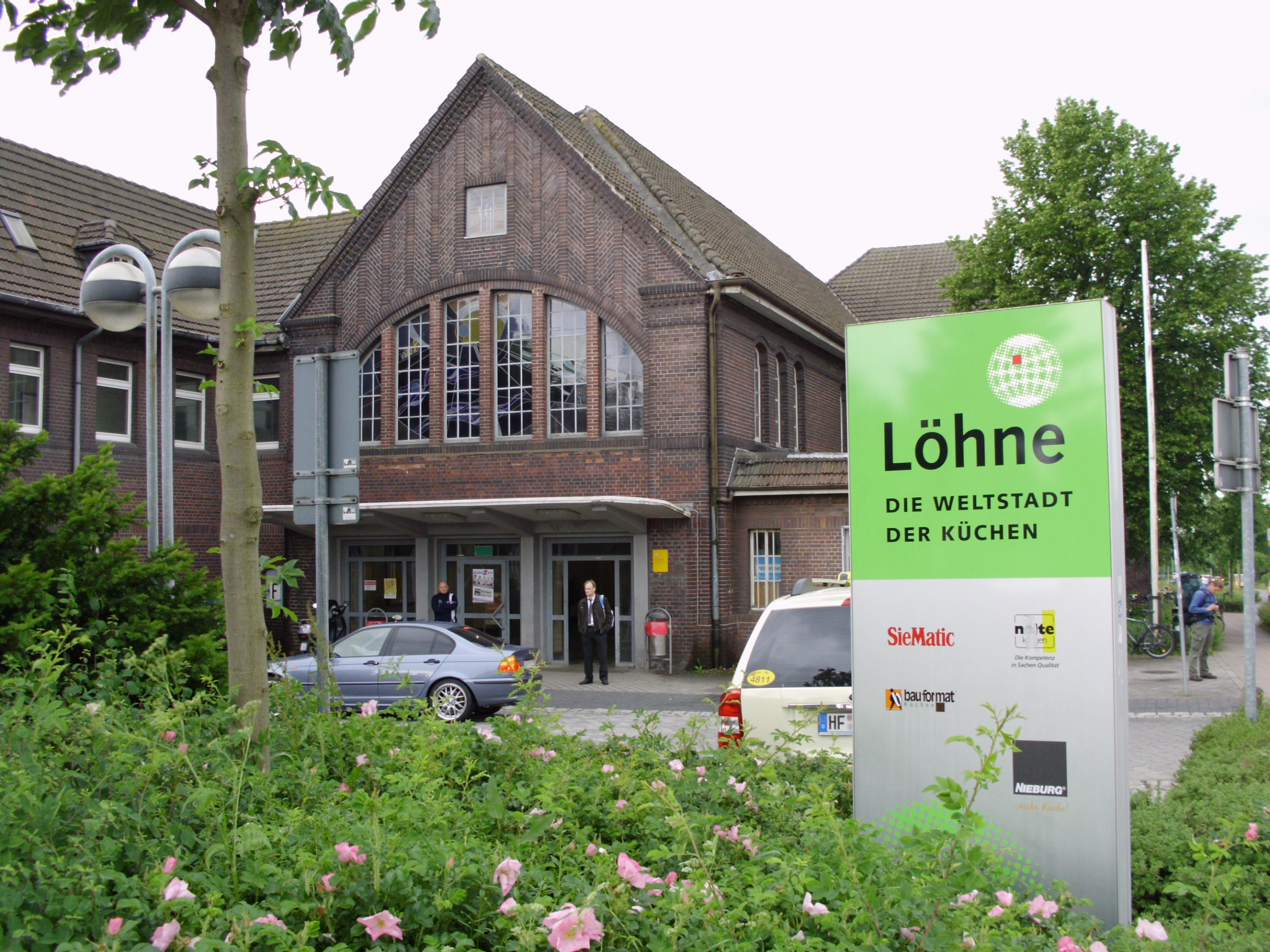
Haupteingang des Bahnhofs Löhne (Westf)

Der Bahnhof Löhne hatte früher als Knotenpunkt der Bahnstrecken Hamm–Minden, Hannoversche Westbahn und Weserbahn für den Personen- und Güterverkehr große Bedeutung. Heute bestehen mit Regionalzügen Direktverbindungen meistens im Stundentakt in folgende Richtungen: Bielefeld–Ruhrgebiet–Düsseldorf–Flughafen Köln/Bonn, Minden–Hannover–Braunschweig, Hameln–Hildesheim und im
Stundentakt Osnabrück–Rheine sowie über Petershagen nach Nienburg. Der Bahnhof Gohfeld ist seit 1992 außer Betrieb. Der Rangierbahnhof Löhne wurde ebenfalls stillgelegt.
Der Busverkehr in Löhne wird unter dem Markennamen Werre-Bus betrieben. Regionalbusse übernehmen Teile der innerstädtischen Verkehrserschließung. Große Fahrzeuge und ein genereller Betrieb ohne Voranmeldung werden nur auf den Linien in Richtung Bad Oeynhausen (430), Herford (425) und Hüllhorst (615) angeboten. Auf reinen Stadtlinien kommen Kleinbusse zum Einsatz, die großenteils im Anrufbetrieb verkehren („TaxiBus“). Gefahren wird mit Ausnahme der Linie 430 (werktags Halbstundentakt) im 60-Minuten-Takt, zentraler Verknüpfungspunkt ist der Busbahnhof Erich-Maria-Remarque-Platz/Bahnhof. Im Schülerverkehr erfolgen verstärkte Angebote mit großen Fahrzeugen.
Löhne gehört zum Tarifverbund Westfalentarif (Netz TeutoOWL).

#### Flugverkehr
Die Flughäfen Münster/Osnabrück, Paderborn/Lippstadt sowie Hannover liegen jeweils etwa 85 km entfernt.

#### Fahrradverkehr
In und um Löhne gibt es ein ausgeschildertes Radwegenetz und mehrere lokale Fahrradrouten. Löhne liegt am Else-Werre-Radweg durch das Else- und Werretal von der Else-Bifurkation bis zur 10 km entfernten Weser. Ein zweiter Fahrradweg ist der Soleweg an, ein Rundkurs auf den Spuren der Salzgewinnung.

### Wirtschaft
Die Wirtschaft ist mittelständisch geprägt. Seit 2005 nennt sich Löhne „Weltstadt der Küchen“, da hier vier große Küchenmöbelhersteller ansässig sind. Größte Arbeitgeber sind die Küchenhersteller Nolte, SieMatic und Bauformat. 1000 Arbeitsplätze bestehen bei Zulieferern der Küchenindustrie. Jährlich im September findet die Küchenmeile, eine Gemeinschaftsmesse der Küchenmöbelhersteller statt.
Das verfügbare Einkommen lag 2015 in Löhne mit 21.118 € pro Einwohner sowohl unter dem Durchschnitt des Kreises Herford (22.012 €) als auch unter dem Landesdurchschnitt (21.336 €); damit liegt Löhne an Rangstelle 241 aller 396 Gemeinden in Nordrhein-Westfalen.

### Medien
Als Tageszeitungen erscheinen die Neue Westfälische und das Westfalen-Blatt mit Lokalteil für Löhne. Das Lokalradio Radio Herford ist auf 94,9 MHz zu empfangen. Löhne gehört zum Bereich des Regionalstudios Bielefeld des Westdeutschen Rundfunks. Seit Anfang 2024 gibt es die verlegerunabhängige Online-Zeitung „Werre News“ für Löhne.

### Bildung
Löhne hat acht Grundschulen, zwei Realschulen (Städtische Realschule Löhne und Goethe-Realschule), die Bertolt-Brecht-Gesamtschule, das städtische Gymnasium Löhne, das August-Griese-Berufskolleg, die Werretalschule (Sonderschule für Lernbehinderte) sowie eine Volkshochschule.
Die ehemalige Hauptschule Löhne-West erhielt 2005 den dritten Preis beim Hauptschulwettbewerb „Deutschlands beste Hauptschulen“, der von der Hertie-Stiftung und der Robert-Bosch-Stiftung ins Leben gerufen worden war. 2008 wurde sie für ihren Ansatz einer betont individuellen Förderung der Schüler vom NRW-Schulministerium ausgezeichnet. In Anerkennung dessen stattete Bundeskanzlerin Angela Merkel am 22. August 2008 auf ihrer sogenannten Bildungsreise der Hauptschule einen Besuch ab.

### Öffentliche Einrichtungen
Die Stadt Löhne verfügt über eine Freiwillige Feuerwehr mit einer hauptamtlichen Feuer- und Rettungswache sowie dem Löschzug Gohfeld Wittel, den Löschgruppen Löhne-Bahnhof, Mennighüffen, Obernbeck und Löhne-Ort. Letztere erreichte 1985 internationale Aufmerksamkeit, als man bei den Internationalen Feuerwehrwettkämpfen in Vöcklabruck eine Goldmedaille erringen konnte.
Die medizinische Versorgung wird durch das Klinikum der Kreisstadt Herford sichergestellt.

## Kultur und Freizeit

### Bauwerke und Parks

#### Ulenburger Schloss

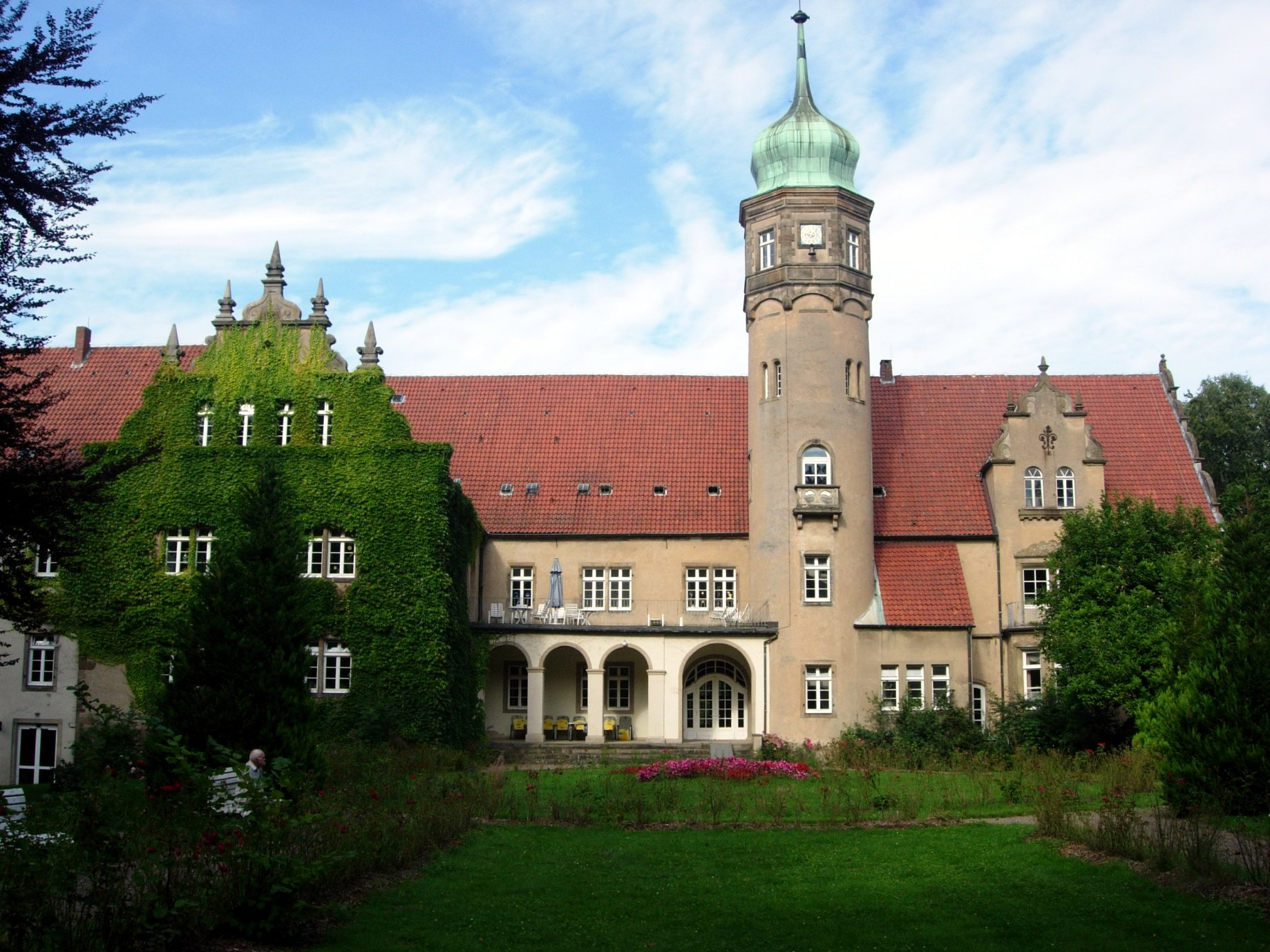
Schloss Ulenburg

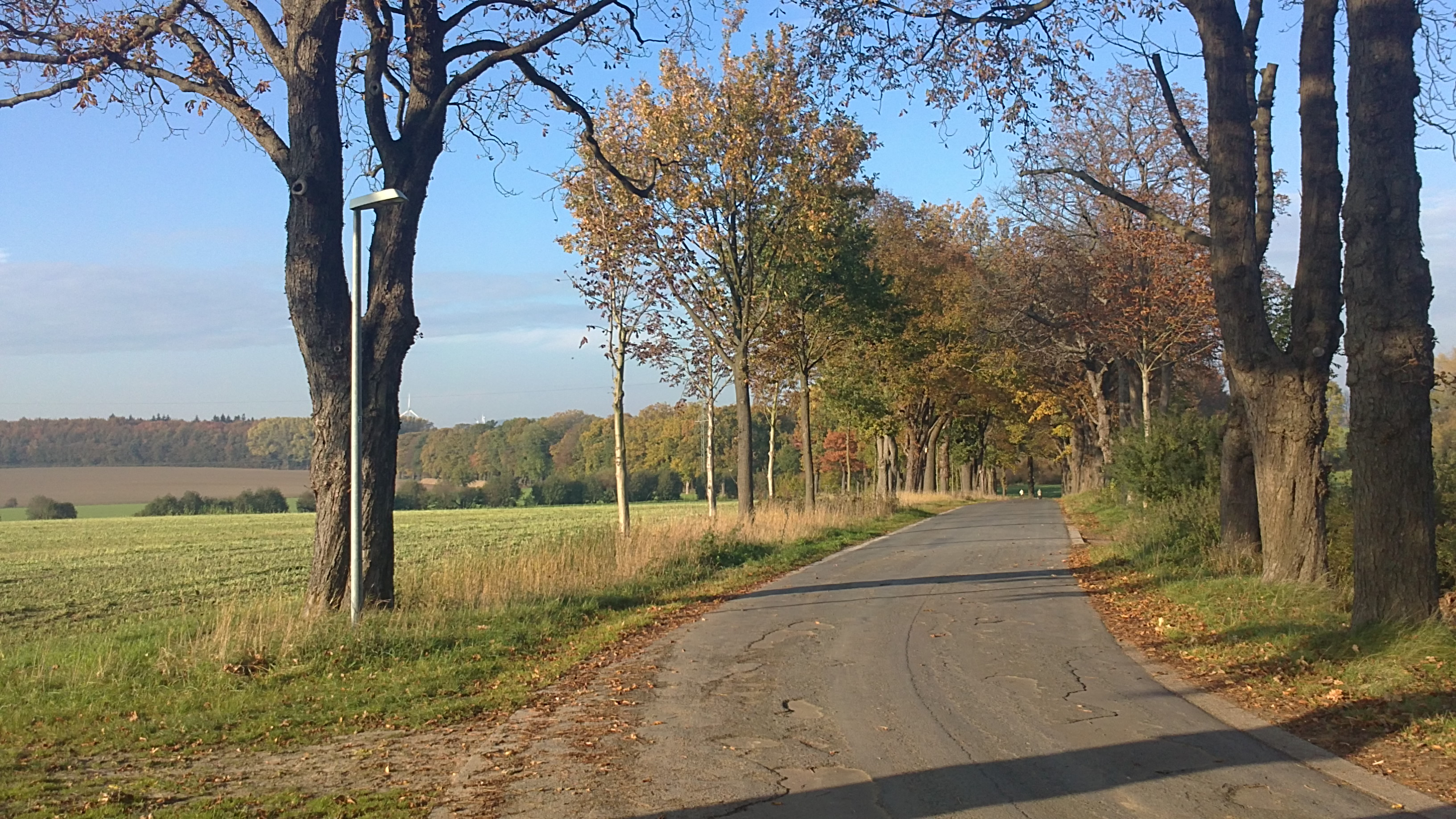
Ulenburger Allee

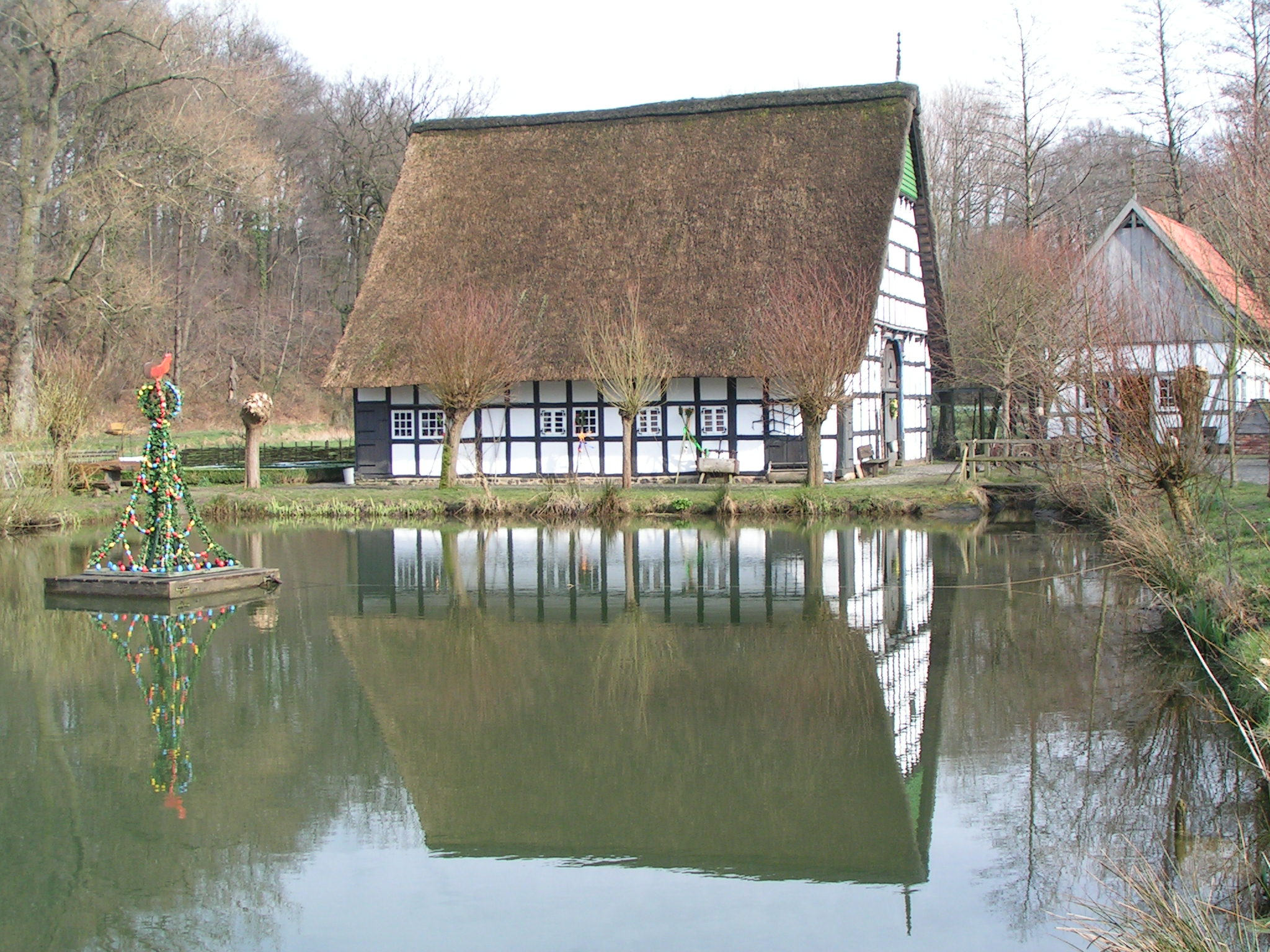
Bauernhaus Stork im Fachwerkensemble „Rürupsmühle“, österlich geschmückt

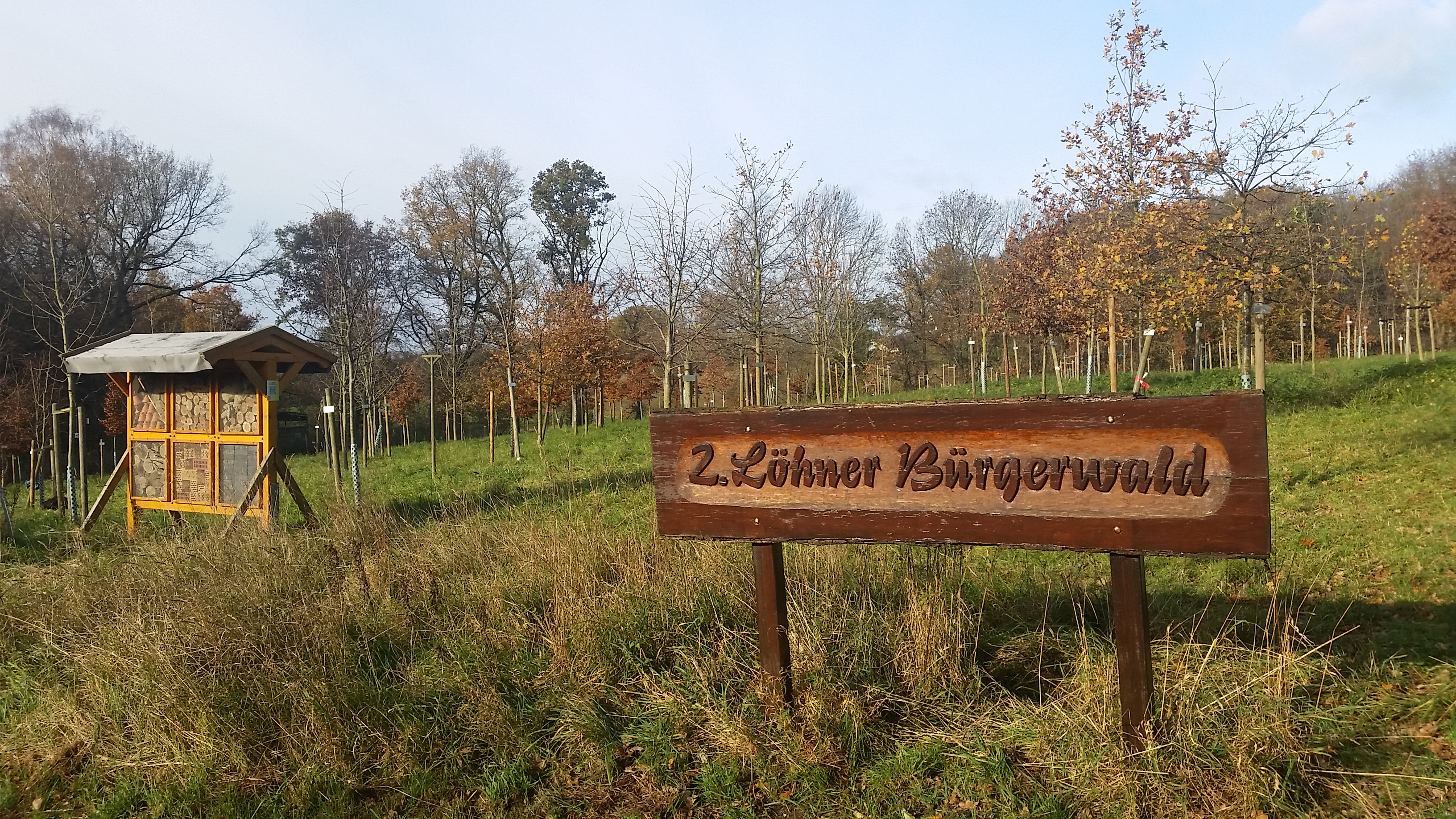
Der 2. Löhner Bürgerwald im Wassiek, Obernbeck

Die Ulenburg ist ein Wasserschloss im Stil der Weserrenaissance. Der Rittersitz erhielt im Wesentlichen zwischen 1568 und 1570 sein heutiges Aussehen, bis etwa 1900 erfolgten noch kleinere Umbauten. Die Jahreszahl 1299, die nachträglich über dem Haupteingang und auf einer Wetterfahne angebracht wurde, gilt fälschlicherweise als Jahr der Erbauung und bezieht sich nicht auf das Löhner Wasserschloss. Allerdings wird dieses Datum auch im Handbuch der deutschen Kunstdenkmäler und in der Denkmalliste der Stadtverwaltung genannt.
Im Jahr 2015 wechselte das Schloss von der Diakonische Stiftung Wittekindshof, welche die Anlage zusammen mit den anbei liegenden Gutsgebäuden als diakonische Einrichtung mit Wohn- und Arbeitsstätten für geistig Behinderte nutzte, in den Besitz einer Jesidischen Gemeinde und wird seitdem umgebaut. Der Schlosspark kann besichtigt werden.
An die Anlage schließt sich auf einer Insel zwischen Gräften und Mühlenbach der Ulenburger Schlosspark an. Er wurde in der zweiten Hälfte des 19. Jahrhunderts als Landschaftspark angelegt und enthält alten Baumbestand und weite Rasenflächen, außerdem ein Rasenrondell mit Sommerblumenbepflanzung. Der Park ist öffentlich zugänglich und bildet im Sommer häufig die Kulisse für Kulturveranstaltungen im Freien, etwa das Löhner Sommertheater. Besonders erwähnenswert ist auch die malerische 2 km lange Ulenburger Allee mit teilweise schon im 18. Jahrhundert angepflanzten Eichen, Kastanien, Linden, Eschen und Robinien. Sie verbindet die Ulenburg mit dem anderen alten Löhner Rittersitz Haus Beck, das 1147 erstmals urkundlich erwähnt wurde und sich in Privatbesitz befindet. Unweit der Ulenburg liegen außerdem mit Ulenburger Wald und Ulenburger Heide die durch Wanderwege erschlossenen größten Waldgebiete Löhnes.

#### Rürupsmühle
Die Rürupsmühle ist bereits 400 Jahre alt. Zum Ensemble gehört ein Backhaus von 1841, ein Fachwerkspeicher und ein reetgedecktes Bauernhaus aus dem Jahre 1727. Vorführungen zeigen unter dem Motto „Vom Korn zum Brot“ den gesamten Herstellungsvorgang eines Brotes, wie er in früherer Zeit ablief.

#### Landesgartenschau 2000
Für die Landesgartenschau Bad Oeynhausen/Löhne 2000 in Bad Oeynhausen und Löhne wurde 1997 der „Park der Magischen Wasser“ von den französischen Landschaftsarchitekten Henri Bava und Olivier Philippe entworfen. Der rund 20 Hektar große Park bezieht unter anderem die solehaltigen, warmen Heilquellen ein, die Oeynhausen zum Bad machen. Das Gelände der ehemaligen Landesgartenschau ist heute der Landschaftspark Aqua Magica.

#### Bürgerwälder
Seit dem Jahr 2007 wurden in Löhne auf drei Flächen mehr als 400 Bäume im Rahmen eines Bürgerwald-Projektes gepflanzt. Der erste Bürgerwald in Form einer Allee befindet sich an der Werre nahe der Tennishalle „Im Dall“. Entlang der Straße Wassiek in Obernbeck befindet sich der 2. Löhner Bürgerwald, in dem auch ein Insektenhotel errichtet wurde. In direkter Nähe hierzu entstand die dritte Waldfläche in einem Bereich entlang des Wallücker Bahnwegs, der ehemaligen Trasse der Kleinbahn „Wallücker Willem“, der nur für Fußgänger und Radfahrer zugänglich ist.
Zum Klimaschutz oder für bestimmte Anlässe, wie Hochzeiten, Geburten oder bestandene Prüfungen, können Patenschaften für Bäume übernommen werden, die im Rahmen eines jährlichen Pflanzfestes mit Namensschildern versehen werden. Die Paten können hierbei wählen zwischen Stieleiche, Rotbuche, Hainbuche, Winterlinde, Berg-Ahorn und Vogel-Kirsche.
Aufgrund der weiterhin hohen Nachfrage aus der Bevölkerung beschloss der Stadtrat im Mai 2017 eine weitere städtische Fläche als Bürgerwald zur Verfügung zu stellen. Diese befindet sich in Löhne-Ort zwischen der Straße Griechenland und dem Löhner Schulbach.

### Naturschutzgebiete
Auf dem Stadtgebiet von Löhne befinden sich insgesamt vier Naturschutzgebiete. Zwei davon, nämlich das Sudbachtal und die Blutwiese sind vollständig im Stadtgebiet, an weiteren zwei, nämlich am Bramschebach – Nagelsbachtal und am Rehmerloh-Mennighüffer Mühlenbach hat Löhne einen Gebietsanteil. Insgesamt stehen etwa 163,6 ha, beziehungsweise 2,75 % der Stadtfläche unter Naturschutz.

### Museen

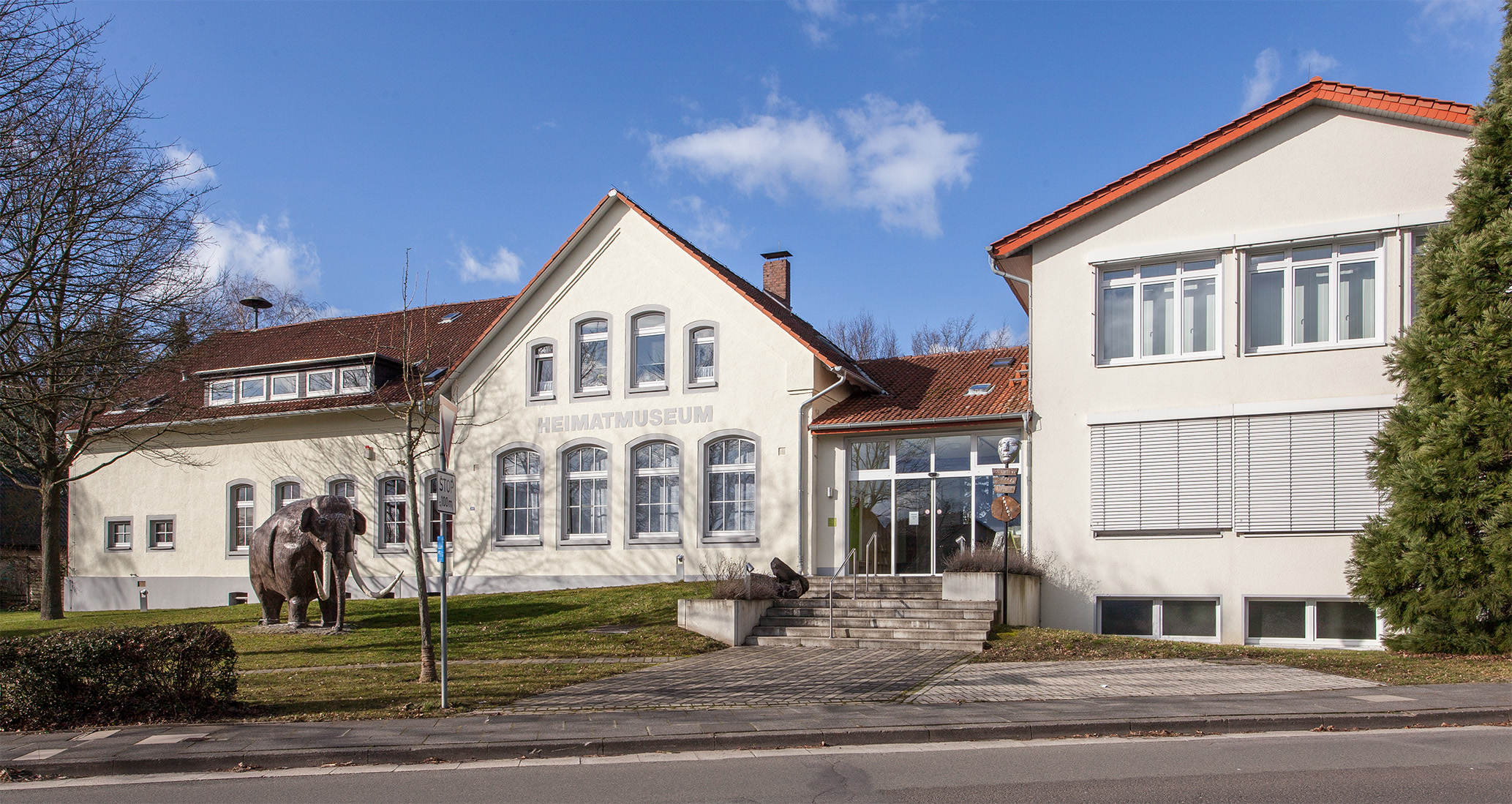
Museum der Stadt Löhne

Museum der Stadt Löhne: Das Museum der Stadt Löhne stellt die Geschichte der Besiedelung des Raumes bis zur Stadtgründung 1969 dar. Neben der archäologischen Betrachtung der Region und den Haupterwerbszweigen in Handwerk und Industrie wird die Entwicklung der fünf Ortsteile zur Stadt sichtbar gemacht. Regelmäßig finden Sonderausstellungen zur Stadt- und Regionalgeschichte statt.
Mühlenmuseum Kemena: Die voll funktionsfähige Wassermühle Kemena am Mittelbach ist seit 1996 ein Museum, nachdem der gewerbliche Betrieb 1991 aufgegeben wurde. Die Mühle stammt aus dem Jahr 1893, wurde jedoch auf einem Bau von 1655 errichtet. Das Mühlenmuseum hat keine regelmäßigen Öffnungszeiten, jährlich finden drei festliche Mühlentage statt.

### Werretalhalle

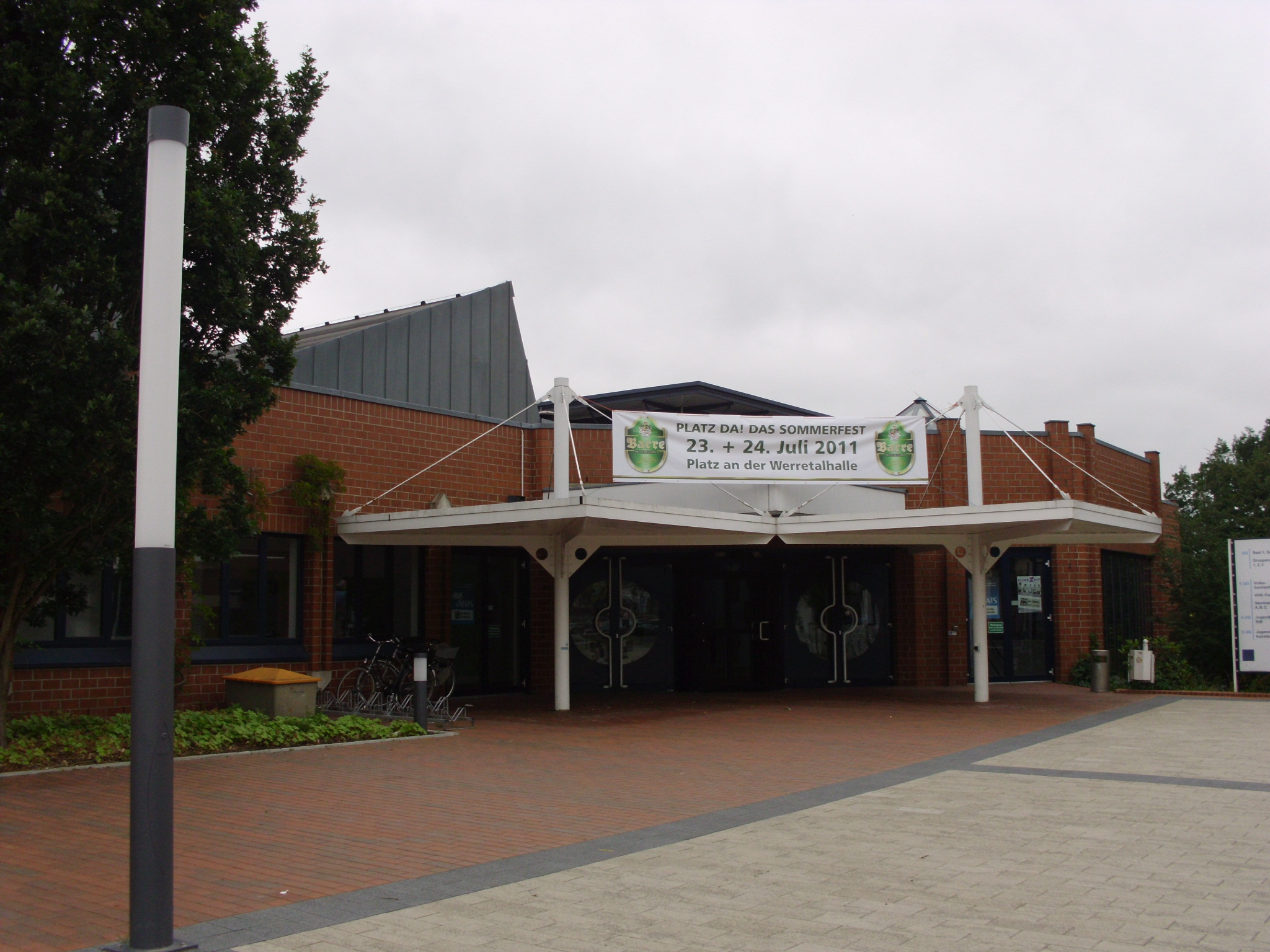
Werretalhalle

Die Werretalhalle ist eine Veranstaltungshalle in Bahnhofsnähe und Schauplatz verschiedener Kulturveranstaltungen auswärtiger wie einheimischer Künstler. Hier zeigt etwa die Gruppe „Ravensberger Dance- und Speeldeel“ niederdeutsche Theaterstücke wie auch der „Verein zur Förderung der Filmkunst in Löhne“ seine Filmvorführungen. In der Halle sind außerdem die städtische Galerie, die Volkshochschule, das Jugendzentrum Riff und die Jugendkunstschule untergebracht.

### Musik

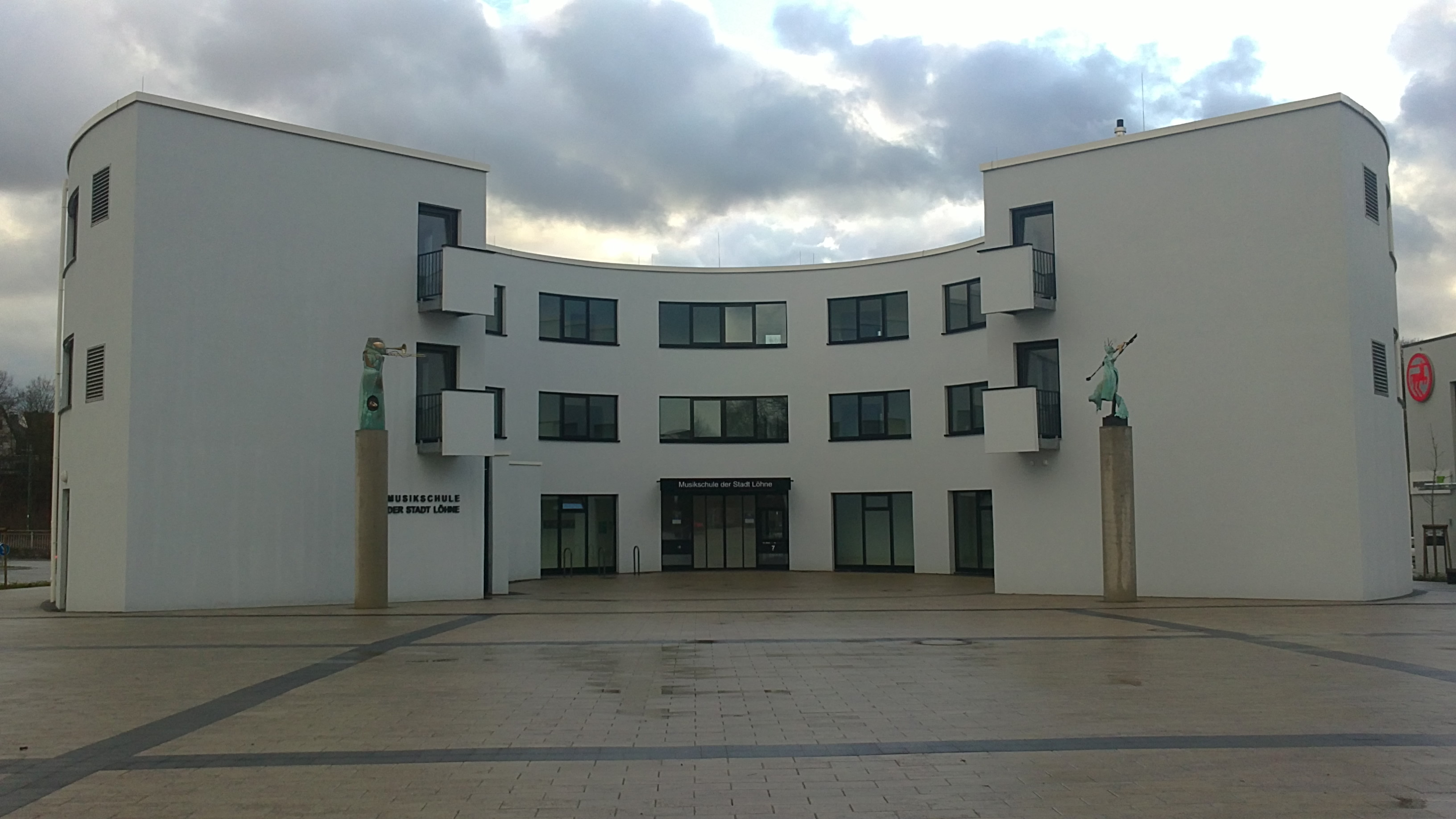
Musikschule Löhne

Löhne hat unter anderem folgende Musikgruppen: das Akkordeonorchester Löhne, die Brass Band Löhne, den Chor der Naturfreunde, den Gemischten Chor, die Kantorei Löhne(-Ort) sowie Obernbeck und Löhne-Mahnen, Männergesangverein Harmonie und drei weitere Männergesangvereine, den Kirchenchor St. Laurentius, die Posaunenchöre der Kirchengemeinden und den Musicalchor der Musikschule Löhne. Außerdem gibt es die städtische Musikschule, die regelmäßig Konzerte veranstaltet. Die neue Musikschule, die von der „Stiftung für Kunst und Baukultur, Britta und Ulrich Findeisen“ finanziert wurde, ist gegenüber der Werretalhalle gebaut worden. Sie stand ab Anfang 2011, aufgrund von Schadstofffunden, leer und wurde am 15. November 2013 eingeweiht.

### Sport
Vereine sind die Fußballvereine SV Löhne-Obernbeck, FC Löhne-Gohfeld, SV Bischofshagen-Wittel, VfL Mennighüffen und TuRa Löhne, die Handballvereine VFL Handball Mennighüffen und HSG Löhne-Obernbeck, der Schwimmclub „Aquarius“, die DLRG Löhne, der TuS Gohfeld sowie der TV Löhne, welcher diverse Sportarten anbietet. Badminton wird gespielt beim BC Löhne.
Löhne hat einen 18-Loch Golfplatz des Golfclubs Widukindland.

### Sonstiges
Beliebt ist das Löhner Frei- und Hallenbad. Die Stadtbücherei mit der Hauptstelle in Löhne-Bahnhof und zwei Zweigstellen in Gohfeld und Mennighüffen hält 50.000 Medien bereit.
An regelmäßigen Veranstaltungen finden neben dem Sommertheater an der Ulenburg das Löhner Stadtfest auf dem Festplatz, sowie in den Stadtteilen Schützen- und Stadtteilfeste statt.

## Persönlichkeiten

### Söhne und Töchter der Stadt
- Ernst Günther von Schleswig-Holstein-Sonderburg-Augustenburg (1609–1689), Standesherr
- Philipp Ludwig von Schleswig-Holstein-Sonderburg-Wiesenburg (1620–1689), Herzog
- Friedrich Ludwig von Schleswig-Holstein-Sonderburg-Beck (1653–1728), Generalfeldmarschall
- Sophie Eleonore von Schleswig-Holstein-Sonderburg-Beck (1658–1744),
- Bernhard Schäffer (1823–1877), Mechaniker, Erfinder, Fabrikant
- Gottlieb Viehe (1839–1901), Missionar
- Johannes Kuhlo (1856–1941), Mitbegründer der protestantischen Posaunenchorarbeit in Deutschland
- Martha Ruben-Wolf (1887–1939), Ärztin und Autorin
- August Griese (1895–1962), Gewerkschafter, Löhner Amtsbürgermeister, Landrat, Landespolitiker (SPD)
- Adolf Blomeyer (1900–1969), Bürgermeister in Ulenburg, CDU-Politiker, Mitglied des Parlamentarischen Rates
- Karl Kröger (1901–1970), Landtagsabgeordneter (SPD)
- Marie Hüsing (1909–1995), Diakonisse, Dichterin, Schriftstellerin
- Ralf Arnie (1924–2003), bürgerlich Artur Niederbremer, Komponist
- Reinhold Ruthe (1927–2023), Theologe, Seelsorger und Autor
- Friedrich Schütte (* 1933), Journalist, Auswandererforscher und Autor
- Karlheinz Schelp (1940–2024), Fußballspieler
- Heinz-Dieter Held (* 1948), Bürgermeister von Löhne
- Hans Opolka (* 1949), Mathematiker
- Wolfgang Flüshöh (* 1950), Fußballspieler
- Ulrich Müller (* 1956), Gymnasiallehrer, Philosoph und Autor
- Thomas Krüger (* 1962), Lyriker, Autor von Kinderbüchern, Herausgeber
- Dirk Kelle (* 1967), Handballspieler

### Weitere Persönlichkeiten
- August Philipp von Schleswig-Holstein-Sonderburg-Beck, starb 1675 auf Haus Beck, Gründer des Hauses Schleswig-Holstein-Sonderburg-Beck (später Schleswig-Holstein-Sonderburg-Glücksburg), direkter Vorfahr in väterlicher Linie des dänischen Königshauses, der ehemaligen griechischen Königsfamilie und von Prinz Philip, Duke of Edinburgh
- Georg von Borries senior (1811–1870), Politiker, Gutsbesitzer in Löhne
- Eduard Kuhlo (1822–1891), Pastor in Gohfeld, Mitbegründer der evangelischen Posaunenchorbewegung
- Theodor Schmalenbach (1831–1901), evangelischer Theologe, Pastor in Mennighüffen
- Marie Schmalenbach (1835–1924), religiöse Dichterin, verheiratet mit Theodor Schmalenbach
- Nicolaus Prinz von Handjery (1836–1900), Gutsbesitzer in Löhne
- Ernst Wilm (1901–1989), evangelischer Theologe und Kirchenführer, Pastor in Mennighüffen
- Erich Kormannshaus, Fußballschiedsrichter, leitete das Endspiel um die Deutsche Fußballmeisterschaft 1949/50
- Heinz-Theo Branding (1928–2013), Schauspieler und Synchronsprecher, lebte ab 1999 in Löhne
- Hermann Kreutz (1931–2021), Kirchenmusiker, Chorleiter in Löhne
- Heinrich Dreyer (1935–1994), Kommunal- und Landespolitiker (CDU)
- Ulrich Findeisen (1939–2020), Architekt, Stifter, Ehrenbürger
- Wolfgang Spanier (1943–2018), SPD-Bundestagsabgeordneter, stellvertretender Schulleiter am Löhner Gymnasium
- Werner Stürenburg (* 1948), Maler, Bildhauer und Grafiker, Atelier in Löhne 1983–1999
- Andreas Förster (* 1964), Puppenspieler, betreibt ein Puppentheater in Löhne[44]
- Bernd Poggemöller (* 1966), Bürgermeister von Löhne
- Lena Goeßling (* 1986), Fußballspielerin, in Löhne aufgewachsen
- Robert Tesche (* 1987), Fußballspieler beim VfL Bochum, in Löhne aufgewachsen
- Kristin Pudenz (* 1993), Diskuswerferin, Silbermedaillengewinnerin bei den Olympischen Spielen in Tokio 2021, in Löhne aufgewachsen

## Film
- Autobahn (Film), Dokumentarfilm über die Verkehrssituation in Löhne und Bad Oeynhausen und die Bau der Nordumgehung, 2019, 85 Min., Buch und Regie: Daniel Abma, Premiere: DOK Leipzig 2019,  www.autobahn-film.de